# Ålsten
Ålsten är en stadsdel i Västerort  inom Stockholms kommun och är en del av Bromma trädgårdsstad. Ålsten ligger vid Mälaren och gränsar till stadsdelen Höglandet i väster samt till stadsdelarna Smedslätten och Äppelviken i öster. I norr ligger gränsen vid vägen Västerled, som gränsar till stadsdelarna Stora Mossen och Abrahamsberg. Den 31 december 2021 hade Ålsten 3 290 invånare, varav 9,3 procent hade utländsk bakgrund.

## Allmänt
Ålsten är huvudsakligen ett villaområde, med flerfamiljshus och radhus längs Ålstensgatan och ett visst inslag av skog. Ålsten har en yta (exklusive vatten) av 133 hektar. Naturen är till stora delar kuperad, där ursprungsmiljön kanske tydligast framgår vid stadsdelsgränsen i öster, där skogsområdena Storskogen och Nyängsparken ligger. Vegetationen är av blandskogstyp och marken består till stora delar av blottat berg. I söder utmed Mälaren ligger Ålstensskogen, med sin strandpromenad samt Ålstensängen och Ålstensparken med det stora flyttblocket Ålstenen som är ett av de största i sitt slag i Stockholmsområdet.

## Vikingatida gravfält

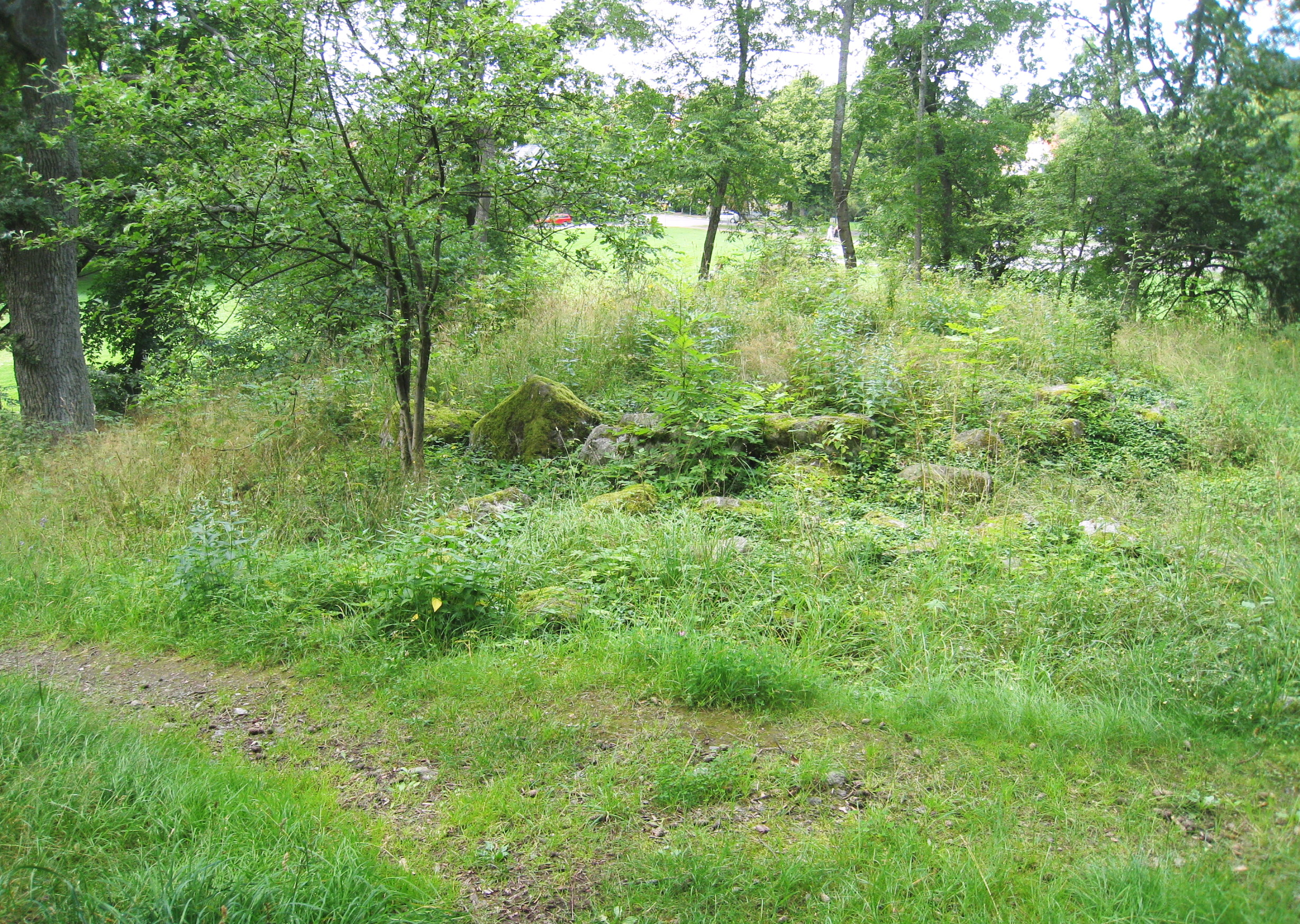
Gravfältet vid Ålstensängen (RAÄ 2).

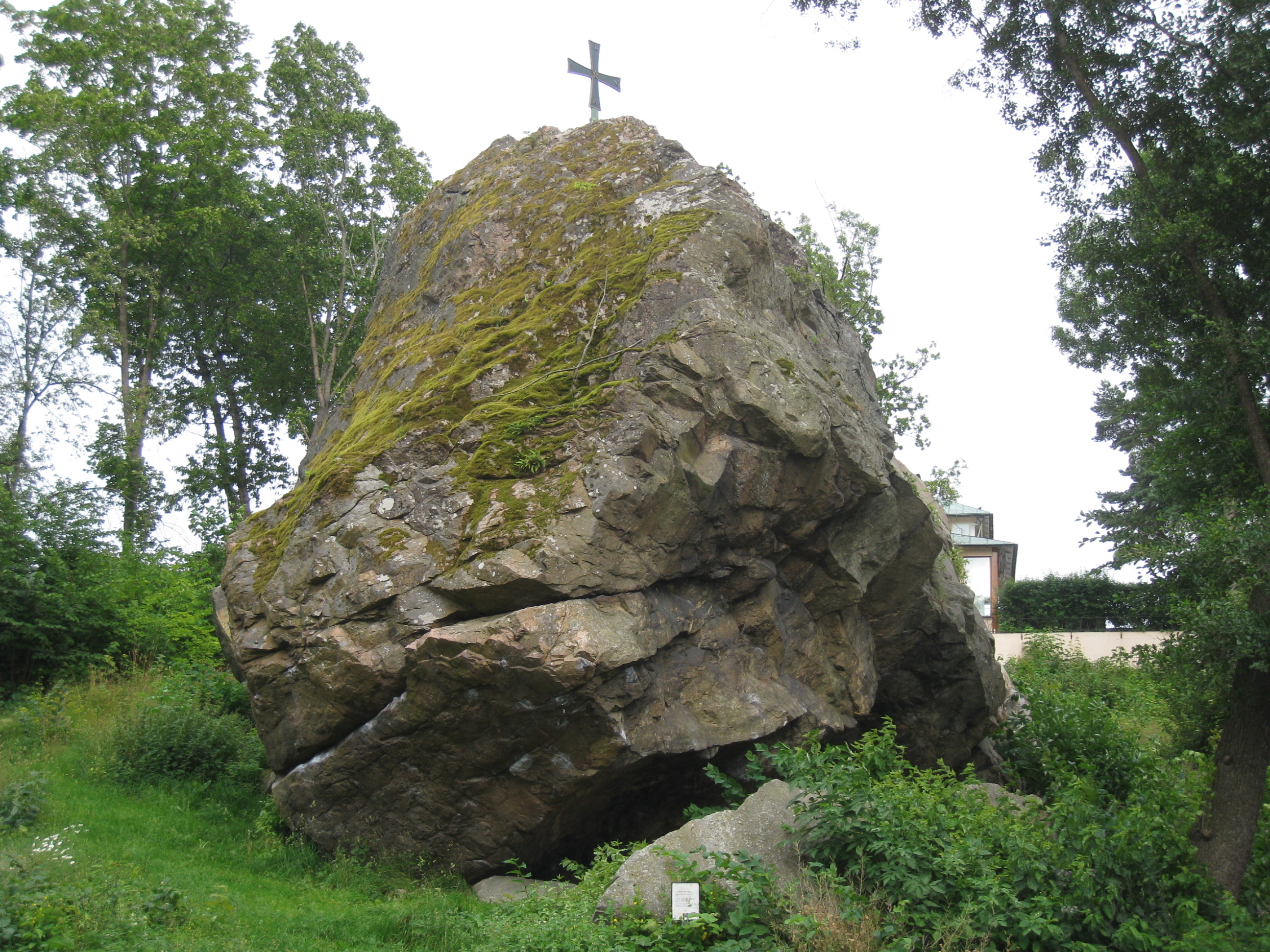
Ålstenen är omkring nio meter högt och är krönt med ett Coldinukors.

Vid östra delen av Ålstensängen ligger ett vikingatida gravfält (RAÄ 2) från yngre järnålder (550-1050 e.Kr.). När gravfältet anlades var Ålstensängen en vik av Mälaren. Gravfältet låg då endast några meter över Mälarens yta och kan dateras till vikingatid (800-1050 e.Kr.). På gravfältet finns minst 7 gravar, 4 runda och 3 rektangulära stensättningar.

## Namnet och Ålstens gård
Ålstens gård, som ligger på en klippa väster om Ålstensängen, var en kungsgård uppförd av Gustav Vasa på 1500-talet och belägen vid Mälarens strand. En tidigare gård har dock funnits på platsen innan den omdanades till kungsgård, belagt dels med ledning av det vikingatida gravfältet vilka generellt indikerar närvaron av en närliggande samtida gård, och dels då det äldsta belägget för gårdens namn är Asunda, vilket finns omnämnt 1339. Från 1418 kan man på baksidan av ett pergament läsa "Alasten" och på ett annat "Aswnda". Fram till emot 1500-talets mitt hette Ålsten "Åsunda". Först år 1568 blev namnet Ålsten allmänt använt. Gårdens gamla manbyggnad finns fortfarande kvar men husets 1800-talsutsmyckningar togs bort på 1930-talet.

## Bebyggelse
År 1905 förvärvade Stockholms stad Ålstens egendom för 16 öre kvadratmetern av den siste privata ägaren Pehr Bergstedt. I början av 1920-talet styckades området i tomter och 1926 lades jordbruket ner. Flertalet tomter uppläts under åren 1921-1925. Stadsplanen för Ålsten fastställdes 1923. Längs Ålstensgatan skulle enligt stadsplanen uppföras radhus. Flertalet villor i Ålsten byggdes mot slutet av 1920-talet. Omkring år 1934 var de sista villorna färdiga. Området mellan Västerled och Nyängsvägen fick dock sina villor först 1938. 
De flesta villorna uppfördes av byggmästare och ritades av arkitekterna Edvin Engström och Gustaf Pettersson som var knutna till Fastighetskontorets egnahemsbyrå. Ålstensskogen och Ålstensparken räknas också in i Ålstensområdet. Spårvägslinje 12 drogs fram till hållplatsen Ålstens Gård, den öppnades i augusti 1924. Senare drogs spårvagnslinjen hela vägen ut till Nockeby och började kallas Nockebybanan. 
Längs med Ålstensgatan finns en allé med de omtalade Per Albin-radhusen, uppkallade efter statsministern Per Albin Hansson bodde i ett av dem. Radhusen uppfördes 1932–1933 av byggmästare Olle Engkvist och ritades av arkitekt Paul Hedqvist. Vägen som går utmed Ålstensängen ned till Mälarens vatten har fått namn efter förre statsministern Per Albin Hansson, Per Albins Väg.

## Bilder (byggnader i urval)

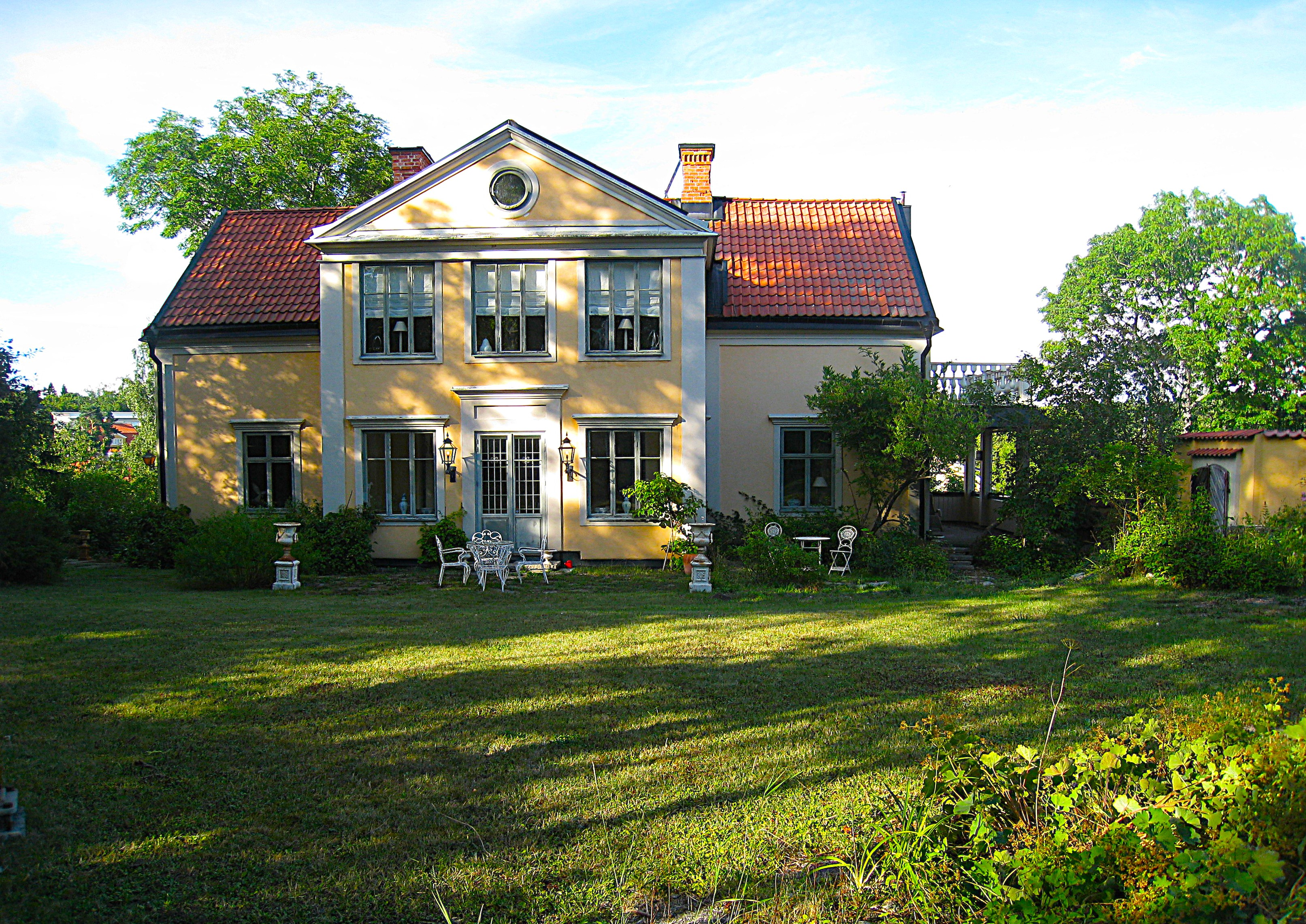
Ålstens gårds huvudbyggnad, 2013.
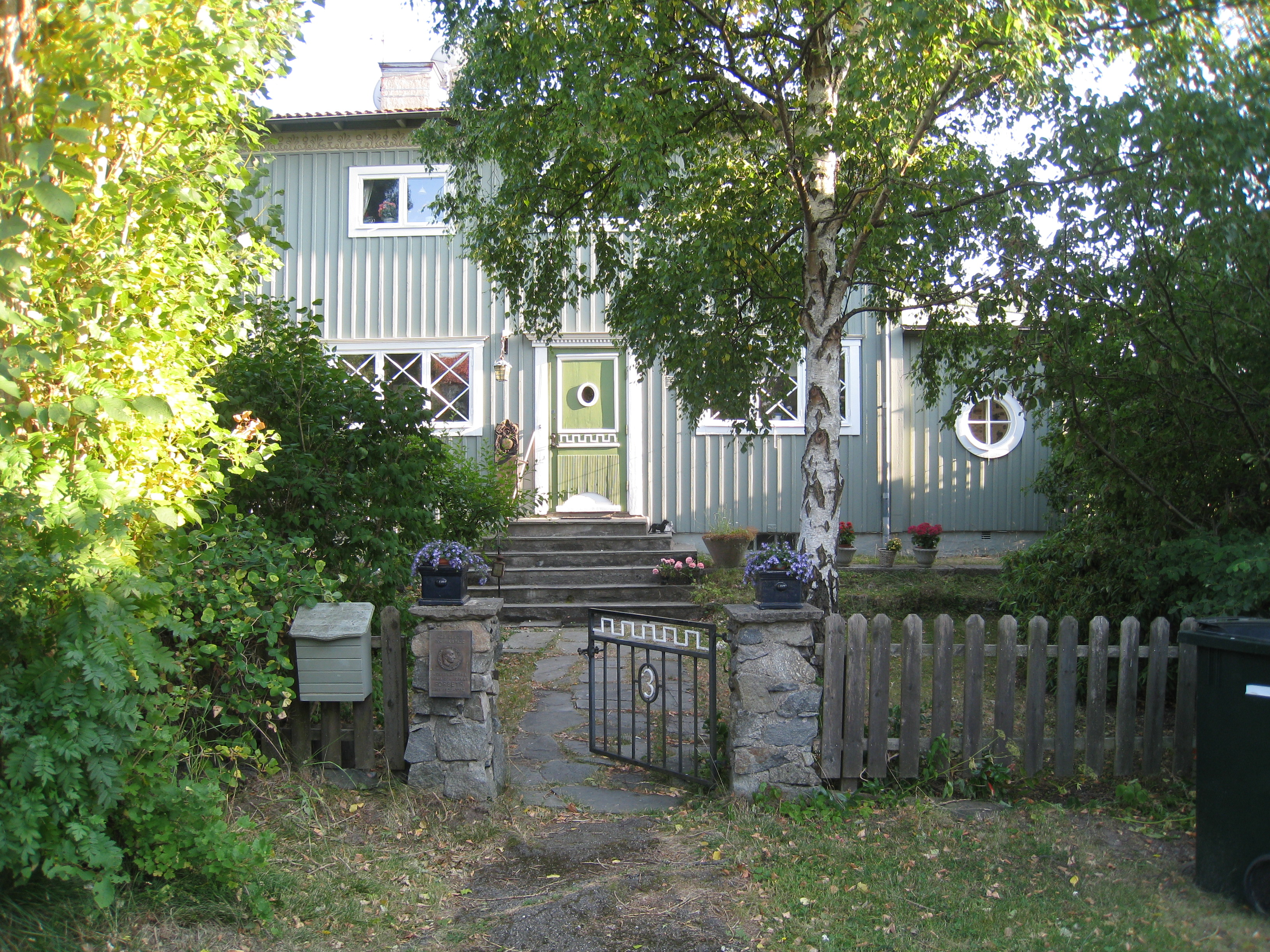
Hallingsbacken 3, konstnären Einar Forseths villa.
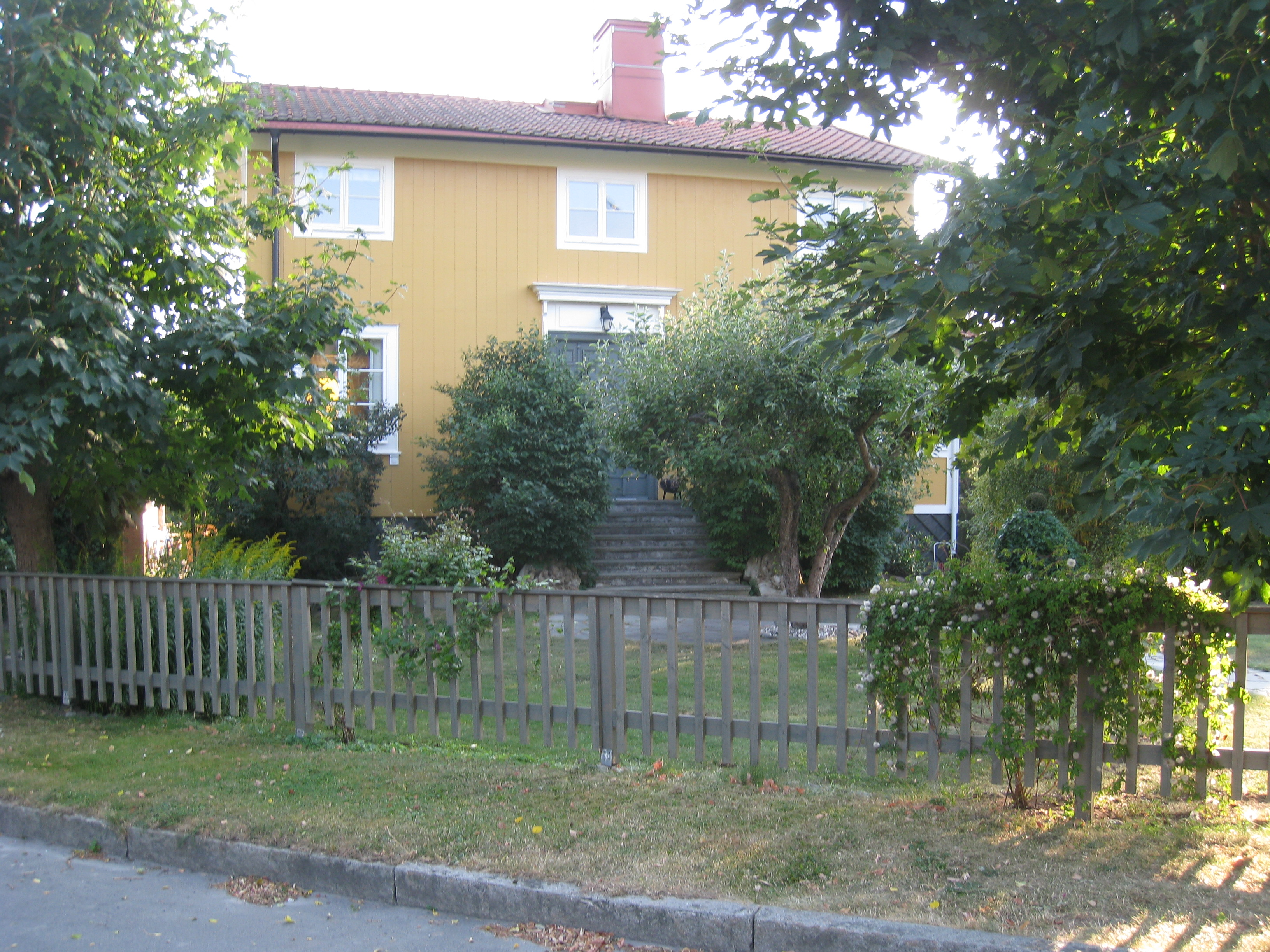
Hallingsbacken 5, arkitekt Björn Hedvalls villa.
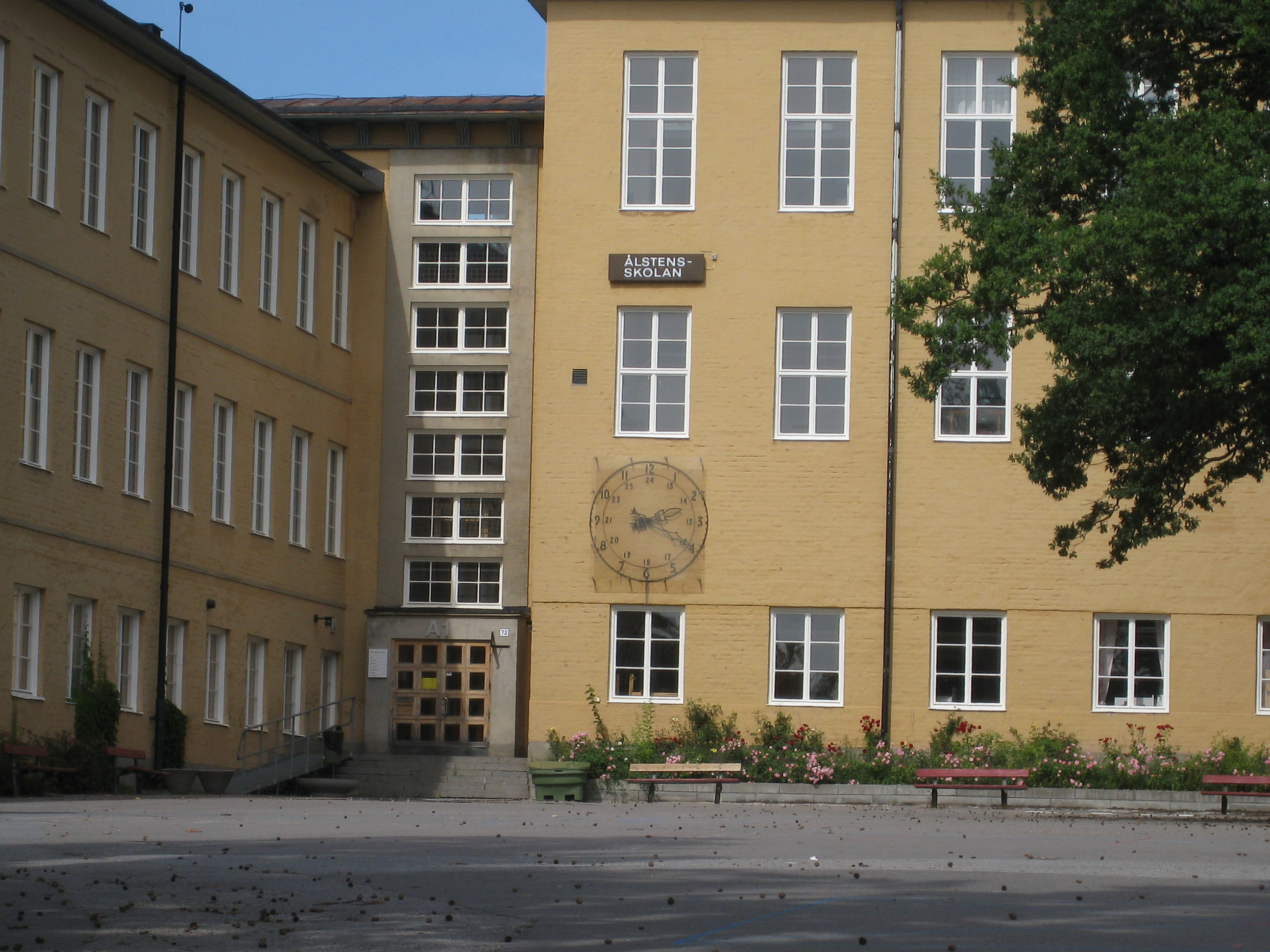
Ålstensskolan på Nyängsvägen 72-80 invigdes 1929.
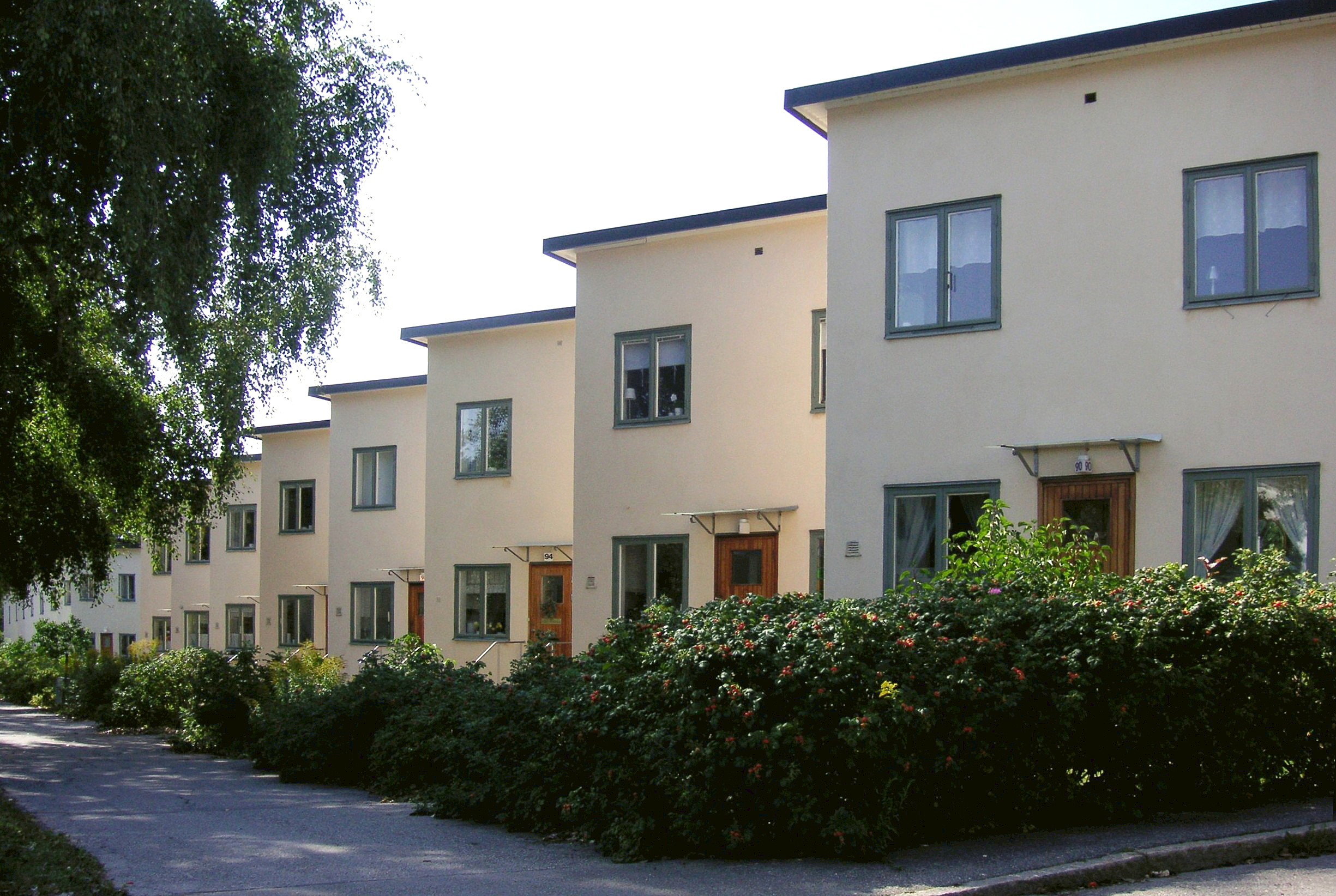
Ålstensgatans radhus blev inflyttningsklara 1933.

## Gator
Stadsdelen Ålsten fick sitt namn 1926 och de flesta gatorna fick sina namn 1924-1925. I namnen på gatorna i Ålsten ville man "framhålla terräng och lokala förhållanden". Enligt namnberedningens Gösta Langenfelt skulle man "se på terrängen, innan namnen gavs, för att om möjligt få uppslag till särpräglade namn", ibland med "lantliga motiv", "fåglar", "däggdjur" eller "stenar". 
Några exempel på gatunamn är Betesgränd, Brötvägen, Bågvägen, Djupdalsvägen, Flöjelgatan, Furusångsvägen, Gladbacken, Gnejsvägen, Granitvägen, Hackspettsvägen, Hallingsbacken, Hökvägen, Järpstigen, Kiselgränd, Kummelvägen och så vidare. Örnbogatan fick sitt namn 1924 och tillhör kategori "lantliga motiv" och gatan går på en hög klippa ovanför Mälaren. "De på kartan placerade villorna tycktes mig ligga som örnbon på berget", enligt Gösta Langenfelt. Nedanför Örnbogatans högt belägna villor går 12:ans spårvagn. År 1989 hedrades konstnären Einar Forseth med att ett litet parkområde vid Djupdalsvägen fick namnet Einar Forseths Park. Forseth bodde åren 1925-1981 i en villa vid Hallingsbacken i Ålsten och han var främst känd för sina mosaiker i Stockholms stadshus. De två största genomfartsvägarna är Alviksvägen och Nyängsvägen.